# ユニバーシアード野球競技
ユニバーシアード野球競技は、1993年に初めて採用され、その後1995年、2015年、2017年にも開催された。

## 結果
| 年        | 開催地       | 金                        | 銀       | 銅     |
| --------- | ------------ | ------------------------- | -------- | ------ |
| 1993 詳細 | バッファロー | キューバ                  | 韓国     | カナダ |
| 1995 詳細 | 福岡         | キューバ                  | 韓国     | 日本   |
| 2015 詳細 | 光州         | 日本 チャイニーズタイペイ | なし     | 韓国   |
| 2017 詳細 | 台北         | 日本                      | アメリカ | 韓国   |